# Municipio de Walhalla (Dakota del Norte)
El municipio de Walhalla (en inglés, Walhalla Township) es una subdivisión territorial del condado de Pembina, Dakota del Norte, Estados Unidos. Según el censo de 2020, tiene una población de 105 habitantes.
Abarca una zona exclusivamente rural.

## Geografía
Está ubicado en las coordenadas 48°55′55″N 97°53′14″O / 48.93194, -97.88722 (48.931926, -97.887121). Según la Oficina del Censo de los Estados Unidos, tiene una superficie total de 114,52 km², de la cual 114,40 km² corresponden a tierra firme y 0,12 km² es agua.

## Demografía
Según el censo de 2020, hay 105 personas residiendo en la zona. La densidad de población es de 0,92 hab./km². El 97,14 % de los habitantes son blancos y el 2,86 % son de una mezcla de razas. No hay hispanos o latinos viviendo en el área.